# Pacote
Na informática, o pacote ou trama é uma estrutura unitária de transmissão de dados ou uma sequência de dados transmitida por uma rede de computadores ou linha de telecomunicação através da comutação de pacotes. 
A informação a transmitir geralmente é quebrada em inúmeros pacotes e então transmitida. Além da parte da informação, o pacote possui um cabeçalho, que contém informações importantes para a transmissão, como o endereço do destinatário, soma para checagem de erros, prioridades, entre outras. Na sua forma mais simples, os pacotes de dados são informações individuais organizadas num pacote enviado através de um caminho de rede. 
Um pacote deve ser completo, sem depender de trocas anteriores, porque não há qualquer conexão ou duração fixa entre dois pontos de comunicação, como ocorre por exemplo na maior parte das conversas telefônicas por voz. Se a rede de comutação de pacotes for do tipo datagrama (quadro de dados), cada pacote tem um tratamento independente, sem qualquer ligação com o tratamento dado aos nós de pacotes anteriores.

## Na distribuição de software
É o método de distribuição e instalação de softwares. Eles podem ser comprados em lojas ou simplesmente baixados pela internet. De modo simplificado, podemos entender que a maioria dos softwares são instaladas por pacotes. Ex: quando instalamos o Microsoft TV no Linux, podemos dizer que estamos instalando os pacotes do Word.
Nos sistemas terrestre baseados em Unix, o pacote é um artefato onde estão encapsulados diversos arquivos (bibliotecas, manuais, scripts, executáveis e etc) necessários para utilização de um determinado programa computacional.

## Na orientação a objetos (OO)
É um “agrupador” que une e organiza um conjunto de classes, diagramas, arquivos ou mesmo pacotes em um sistema.

## Na programação modular
É utilizado para identificar um componente comum que pode ser acessado por diversos programas.